# Puntius kuchingensis
Puntius kuchingensis är en fiskart som beskrevs av Herre, 1940. Puntius kuchingensis ingår i släktet Puntius och familjen karpfiskar. Inga underarter finns listade i Catalogue of Life.